# 笠松村 (福岡県嘉穂郡)
笠松村（かさまつむら）は、福岡県嘉穂郡にあった村。現在の飯塚市の一部。

## 地理
嘉麻川の下流右岸に位置していた

## 歴史

### 沿革
- 1889年（明治22年）4月1日 - 町村制の施行により、嘉麻郡上三緒村、下三緒村、立岩村、川島村、鯰田村が合併して村制施行し、笠松村が発足[1][2]。
- 1896年（明治29年）4月1日 - 嘉穂郡に所属[1][3]。
- 1909年（明治42年）6月1日 - 嘉穂郡飯塚町と合併し飯塚町が存続して廃止された[1][2]

### 地名の由来
立岩村村社に笠のように境内を覆う古い松の大木があることによる。

## 産業
主要産業は米、小麦などを主とする農業、石炭採掘。